# 格杀福顺
《格杀福顺》（韓語：길복순）為2023年3月31日通過Netflix上線的韓國原創動作片，由《不汗黨：壞傢伙們的世界》的導演卞成賢擔任編劇和執導，全道嬿、薛耿求、金詩雅、李絮、具教煥主演。電影講述雇兇殺人的業界傳說殺手吉福順在與公司續約前，捲入不可避免的去死與去殺的對決中。
該片入圍第73屆柏林影展的特別展映單元，2月18日于柏林舉行全球首映。

## 演員陣容

### 主要人物
- 全道嬿（少年：朴世賢） 飾演 吉福順

過著超A級殺手和單身母親的雙重生活，巔峰期的高手、準確的判斷力、手拿的東西都能成為武器、成功率100%的殺手，但如何教育15歲的女兒對她來說是個難題。
- 薛耿求（青年：李宰旭）飾演 车民奎

吉福順所屬的雇兇殺人企業MK娱乐的代表。
- 金詩雅 飾演 吉在煐

吉福順的女兒。
- 李絮 飾演 车敏喜

车民奎的妹妹、MK娱乐的理事。
- 具教煥 飾演 韩熙成

和吉福順同公司的殺手，能力A級，但因為某些原因沒有得到车民奎的認可。

### 其他人物
- 金盛吳 飾演 申上士，职业杀手公司代表，军人出身。
- 李妍 飾演 金英智，MK娱乐所属杀手实习生，尚未出道即被车敏喜开除。[6]
- 崔秉默 飾演 贤哲，职业杀手。
- 金基天 飾演 秀根，曾是职业杀手，因手掌被砍而被裁员。
- 朴光宰 飾演 光万，职业杀手。
- 張仁燮 飾演 润石，职业杀手。
- 奇周峰 飾演 奇代表，职业杀手公司代表。
- 金俊培 飾演 裴代表，职业杀手公司代表。
- 李英锡 飾演 石代表，职业杀手公司代表。
- 金容俊 飾演 容代表，职业杀手公司代表。
- 林在仁 飾演 李素拉，吉在煐的同学。
- 崔亨柱 飾演 柳哲宇，吉在煐的同学。
- 李承妍 飾演 李素拉的母亲。
- 金才禾 飾演 柳哲宇的母亲。
- 尹敬浩 飾演 杨卢顺，吉在煐学校的校长。
- 趙賢宇 飾演 姜满植，首尔地方警察厅搜查系长。
- 安成奉 飾演 MK娱乐前台职员。

### 特别出演
- 黃晸珉 飾演 织田真一郎，旅日韩侨，韩文名为“金光日”，日本黑帮组织“真一郎派”的老大，人称“关西之虎”。在入境韩国三日后被吉福顺暗杀。[7]
- 李海英 飾演 吴正植，国务总理候选人，陷儿子入学舞弊丑闻。
- 張鉉誠 飾演 吉福顺的父亲。

## 製作與發行
- 2021年12月15日開拍[2][8]，2022年6月3日殺青[9]。
- 2022年4月初，據報導全道嬿在拍攝中頭部受傷被縫了數針，所幸並無大礙。[10][11]
- 薛耿求本人透露於2022年4月底結束了個人部分的拍攝，在片中戲份並不多。[12]
- 2023年2月2日，Netflix公開定檔海報及預告片，宣佈於3月31日全球獨家上線。[3]

## 反响
《格杀福顺》连续5周进入Netflix全球Top 10排名，成为在榜时间最长的韩国电影，累计观看时间达到6029个小时，并创纪录连续30天蝉联韩国Netflix电影类排名第一。

## 奖项荣誉
| 年份   | 頒獎典禮           | 獎項                      | 入圍者 | 結果 | 參     |
| ------ | ------------------ | ------------------------- | ------ | ---- | ------ |
| 2023年 | 第59屆百想藝術大獎 | 電影部門 女子最優秀演技獎 | 全道嬿 | 提名 | [ 14 ] |
| 2023年 | 第59屆百想藝術大獎 | 電影部門 女子配角獎       | 李妍   | 提名 | [ 14 ] |
| 2023年 | 第32屆釜日電影獎   | 最佳女主角                | 全道嬿 | 提名 |        |
| 2023年 | 第32屆釜日電影獎   | 最佳女配角                | 李妍   | 提名 |        |

## 外部連結
- 在Netflix上觀看《格杀福顺》
- NAVER上《格杀福顺》的資料
- Daum上《格杀福顺》的資料

- 韩国电影数据库（KMDb）上《格杀福顺》的資料
- 互联网电影数据库（IMDb）上《格杀福顺》的资料（英文）
- 《格杀福顺》在柏林电影节官方网站的页面 （页面存档备份，存于）